# تريسي هام
تريسي هام (بالإنجليزية: Tracy Ham)‏ هو لاعب كرة قدم أمريكية ولاعب كرة القدم الكندية أمريكي، ولد في 5 يناير 1965 في غينزفيل في الولايات المتحدة.